# Poesiomat (Park Folimanka)
Poesiomat na Folimance v Praze-Vinohradech (Dětský Poesiomátek) se nachází v západní části parku u dětského hřiště poblíž fontány s plastikou „Tři“.

## Historie
První dětský poesiomat byl zprovozněn 17. srpna 2022. V repertoáru má známé české pohádky a také písničky Zdeňka Svěráka a Jaroslava Uhlíře. Většinu z pohádek napsali a namluvili umělci, kteří svůj život spojili s Prahou 2, například Jaroslav Foglar, Jan Karafiát, Josef Lada, Božena Němcová, J. V. Sládek nebo Josef Somr.